# Pelusios chapini
Pelusios chapini is een schildpad uit de familie pelomedusa's (Pelomedusidae).

## Naam en indeling
De wetenschappelijke naam van de soort werd voor het eerst voorgesteld door Raymond Ferdinand Laurent in 1965. Oorspronkelijk werd de wetenschappelijke naam Pelusios castaneus chapini gebruikt en werd de schildpad als een grotere ondersoort van Pelusios castaneus beschouwd. Sinds 1983 wordt de schildpad echter als een volwaardige soort erkend. De soortaanduiding chapini is een eerbetoon aan de Amerikaanse ornitholoog James Paul Chapin (1889 - 1964).

## Uiterlijke kenmerken
De schildkleur is donkerbruin tot zwart, de maximale schildlengte is 38 centimeter. Het rugschild is relatief smal en draagt een lage kiel op het midden en is op zijn breedst iets achter het midden. Aan de onderzijde van de keel zijn twee baarddraden aanwezig. Het buikschild is groot en is voorzien va een scharnier, als deze omhoog wordt geklapt sluit het buikschild vrijwel het gehele lichaam af. Het buikschild heeft een inkeping aan de achterzijde en heeft een zwarte tot bruine kleur, soms met lichtbruine to gele vlekken in het midden. Dijschilden en okselschilden ontbreken. De plastronformule is als volgt: abd >< fem > hum > intergul > an > pect > gul.
Juveniele dieren hebben een geheel zwarte kleur, de schilden hebben lichtere straalsgewijze strepen. Op het rugschild is een duidelijke kiel aanwezig die bij oudere exemplaren vrijwel geheel zal verdwijnen.
De kop heeft een bruine kleur met onregelmatige zwarte strepen en vlekken, de onderzijde is geel van kleur en de kaken neigen meer naar wit. De kop is van gemiddelde grootte in vergelijking met verwante soorten, de snuitpunt steekt wat uit en de bovenkaak eindigt in twee knobbelige uitsteeksels. Mannetjes en vrouwtjes kennen een sterke seksuele dimorfie, mannetjes blijven bijvoorbeeld aanzienlijk kleiner en zijn daarnaast te onderscheiden door een langere en dikkere staart en een iets holler buikschild.

## Levenswijze
Pelusios chapini is een omnivoor en leeft voornamelijk van kreeftachtigen, insecten, vissen en amfibieën. Daarnaast wordt ook aas en plantaardig materiaal gegeten zoals in het water gevallen fruit, zaden en waterplanten.

## Verspreiding en habitat
Pelusios chapini komt voor in delen van Afrika en leeft in de landen Congo-Kinshasa, Centraal-Afrikaanse Republiek, Gabon, Kameroen, Angola en Soedan. De habitat bestaat uit meren, rivieren en andere grote en kleinere wateren. In het natte seizoen worden ook overstroomde savannes bezocht. Ook in door de mens aangelegde wateren zoals greppels kan de schildpad worden aangetroffen.